# 格姆洛格鎮區 (阿肯色州波普縣)
格姆洛格鎮區（英語：Gum Log Township）是位於美國阿肯色州波普縣的一個行政鎮區。

## 地方資料
根據2010年美國人口普查的數據，格姆洛格鎮區的面積為51.40平方千米，當中陸地面積為51.37平方千米，而水域面積為0.03平方千米。當地共有人口1717人，而人口密度為每平方千米33人。